# 尤什基夫齊 (利維夫州)
49°30′31″N 24°16′33″E / 49.50861°N 24.27583°E
尤什基夫齊（烏克蘭語：Юшківці），是烏克蘭西部的村莊，隸屬利維夫州的斯特雷區。該村面積0.83平方公里，海拔高度266米，2001年人口187，人口密度每平方公里225.3人。